# Acord Econòmic Preferencial entre Espanya i la Comunitat Econòmica Europea
L'Acord Econòmic Preferencial entre Espanya i la CEE fou un acord signat pel ministre espanyol d'Afers Estrangers Gregorio López Bravo i el president del Consell de Ministres de la Comunitat Econòmica Europea a l'octubre del 1970. Havia sigut preparat sobretot per Alberto Ullastres, representant d'Espanya davant de les Comunitats Europees.
L'acord feu que Espanya passés a ser país associat a la CEE amb tracte preferencial en comerç, la CEE reduí un 30 per cent els aranzels de gairebé tots els productes espanyols, tret d'alguns per als quals seria un 10 per cent. També, els productes espanyols entrarien lliures de tot obstacle contingentari i s'obtindrien reduccions en certs productes agrícoles. Aquest acord trencà l'aïllament del franquisme a Europa.